# Dicranomyia kali
Dicranomyia kali är en tvåvingeart som först beskrevs av Alexander 1963.  Dicranomyia kali ingår i släktet Dicranomyia och familjen småharkrankar. Inga underarter finns listade i Catalogue of Life.